# Ryby elektryczne

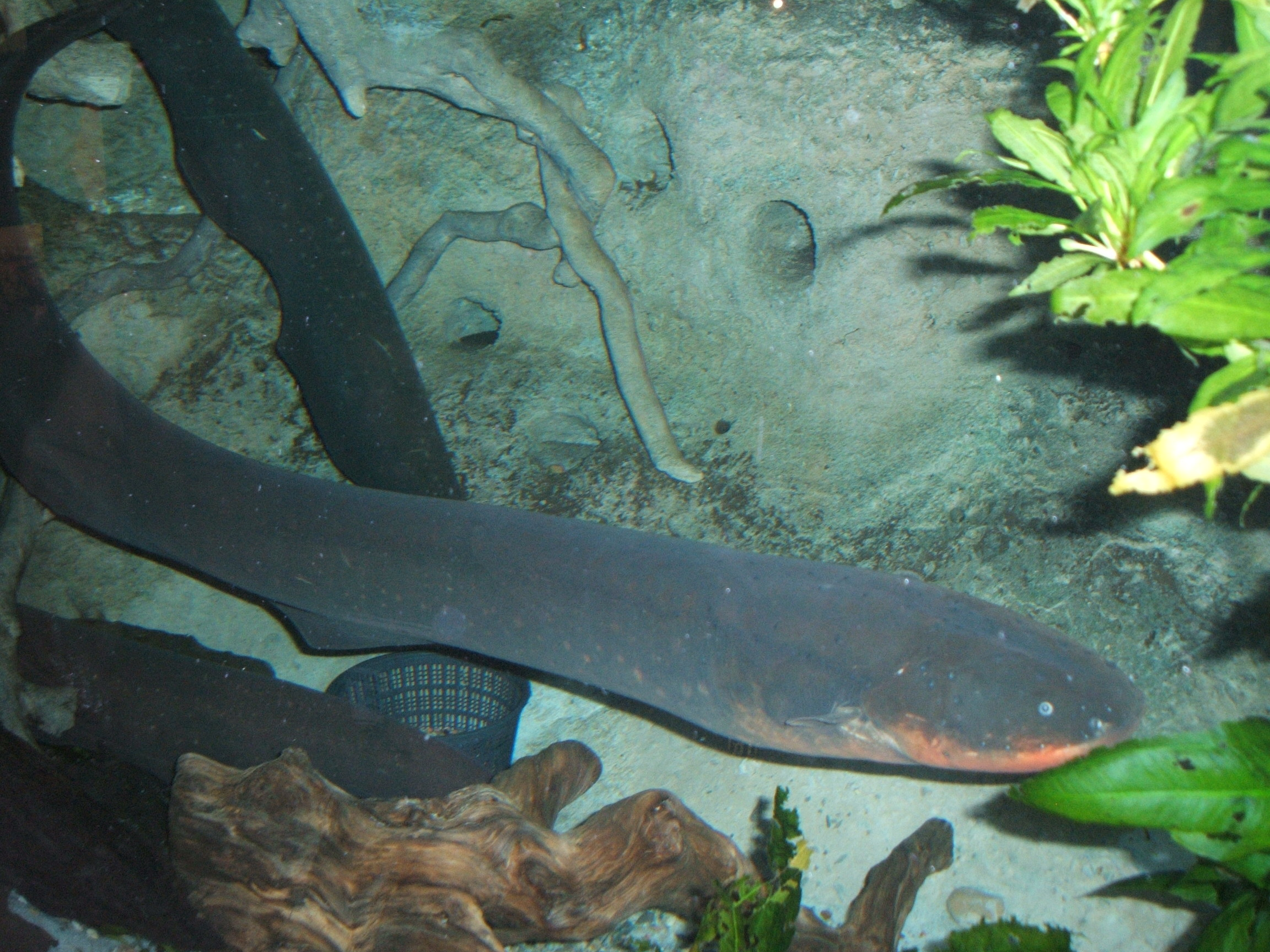
Węgorz elektryczny

Ryby elektryczne – ogólne określenie gatunków ryb, które posiadają zdolność wytwarzania pola elektrycznego lub odbierania jego obecności i zmian. Ryby takie występują w wielu niespokrewnionych ze sobą grupach systematycznych. Ich ciało zaopatrzone jest w narządy elektryczne – umożliwiające wytwarzanie impulsów elektrycznych w celu samoobrony lub obezwładnienia ofiary – bądź w elektroreceptory umożliwiające wykrywanie obecności oraz zmian pola elektrycznego. W węższym znaczeniu za ryby elektryczne uznawane są gatunki, u których występują narządy elektryczne